# António dos Santos
António dos Santos, född 3 september 1964, är en angolansk friidrottare. Han deltog vid olympiska sommarspelen 1988 och olympiska sommarspelen 1992.